# Тоджинці
Тоджинці (тувинці-тоджинці), самоназва туга, туха — субетнічна група тувинців, які живуть у східних гірсько-тайгових районах Тиви, Російська Федерація. Станом на 2002 рік їх кількість складала 4,4 тисячі чоловік. Мають статус малочисленних народів півночі Російської Федерації. Розмовляють тоджинським діалектом тувинської мови. Віруючі здебільшого буддисти-ламаїсти, збереглися також добуддійські культи, шаманізм.

## Історія
Наприкінці першого тисячоліття нашої ери у гірсько-тайгову східну частину Тиви, яка була заселена самодійськими, кетомовними та тунгуськими племенами поселились тюркомовні племена туба (дубо в китайських джерелах). До 19 століття мешканці Східної Тиви були тюркізовані.

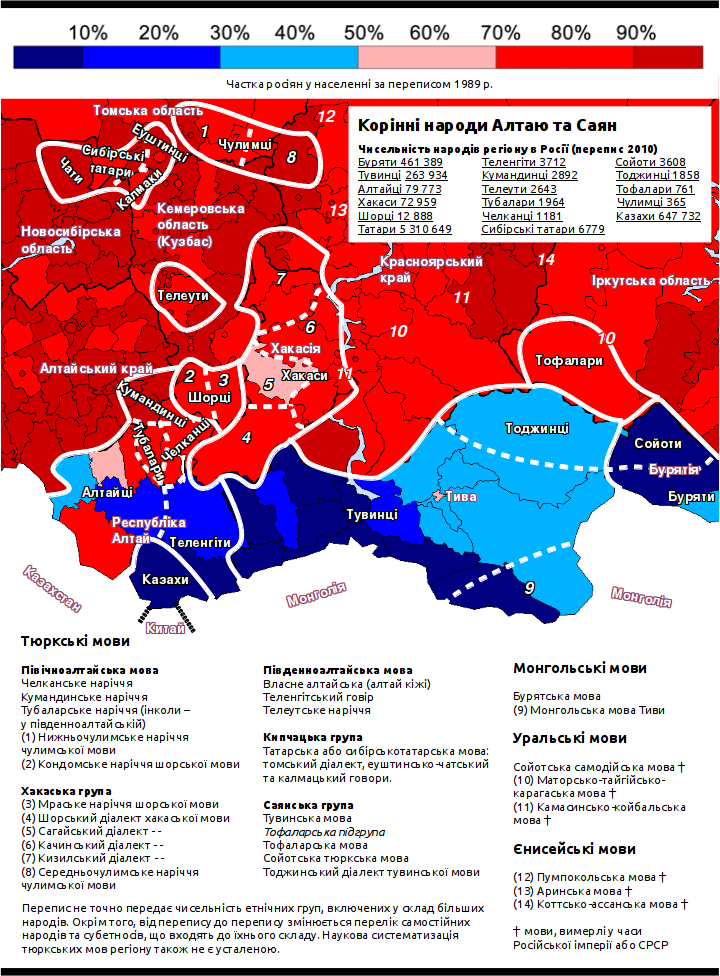
Тоджинці, які населяють Тоджинський кожуун, вважаються етнічною групою тувинців та корінним малочисельним народом Півночі

## Заняття
Традиційне заняття тоджинців, яку кочували у гірській тайзі Саян суттєво відрізнялось від західних тувинців та базувалось на полюванні та оленярстві, Рибальство мало значно менше значення. Старовинним видом господарських занять мисливців-оленярів на сході Тиви було збиральництво, зокрема кедрових горіхів. Тоджинці виробляли шкіру, обробляли бересту, їм було відоме ковальство та столярна справа.

## Традиційні свята та фольклор
Новий Рік (Шагаа), свято обробки шерсті та виготовлення повсті, народження дитини, стрижка волосся. Кожна значна подія в житті громади супроводжується спортивними змаганнями — національною боротьбою хуреш, кінськими перегонами, стрільбою з луку.
У тоджинців розвинута усна поетична творчість різних жанрів: героїчний епос, легенди, міфи, пісні, приказки. Є знавці фольклору, які усно переказують великі за обсягом твори тувинського епосу. Особливе місце у тувинській музичній культурі займає горловий спів.

## Демографія
У 1997 році число тувинців-тоджинців, які компактно проживають у Тоджинському кожууні склала 3264 чоловіка, тобто 53,4 % від всього населення. До 1996 року перепис населення відбувався без виділення тоджинців з-поміж інших тувинців. За даними перепису 2002 чисельність тувинців-тоджинців в РФ склала близько 6 тисяч.
Належать до центрально-азійського монголоїдного расового типу. Розмовляють на південно-східному (тоджинському) та південно-східному діалектах тувинської мови. Писемність створена на основі російської графіки.

## Релігія
Шамани поділені на різні категорії, в основному за походженням. Виділяються шамани, які ведуть своє походження від: 1. Шаманів-предків. 2. Духів землі та води. 3. Неба. 4. Злих духів «албис» та 5. Злих духів «аза». Але справжнім вважається лише шаман, який має спадкове походження.

## Самоврядування
Наприкінці ХХ століття у середовищі тувинців-тоджинців розгорнувся рух за національне відродження. Функції органу самоуправління виконує Асоціація тувинців-тоджинців Республіки Тива яка нараховує 1,1 тисячу індивідуальних членів, 5 родових общин. Створено Фонд збереження оленярства та профспілковий фонд малочисельних народів Республіки Тива.